# باشگاه فوتبال ایرتیش پاولودار
باشگاه فوتبال ایرتیش پاولودار (به قزاقی: Ертіс Павлодар) یکی از باشگاه‌های باسابقه و پرافتخار فوتبال قزاقستان است که در شهر پاولودار قرار دارد. در ادامه، اطلاعات جامع و به‌روز این باشگاه برای استفاده در ویکی‌پدیا ارائه می‌شود:

### معرفی کلی
- نام کامل: باشگاه فوتبال ایرتیش پاولودار
- تأسیس: ۱۹۶۵
- محل باشگاه: پاولودار، قزاقستان
- ورزشگاه خانگی: ورزشگاه مرکزی پاولودار (Central Stadium)
- ظرفیت ورزشگاه: حدود ۱۱٬۸۲۸ نفر
- رنگ‌های تیم: سفید و آبی

### تاریخچه
باشگاه ایرتیش در سال ۱۹۶۵ تأسیس شد و در طول تاریخ خود چندین بار تغییر نام داده است:
- ۱۹۶۵: ایرتیش
- ۱۹۶۸: تراکتور
- ۱۹۹۳: انسات
- ۱۹۹۶: ایرتیش
- ۱۹۹۹: ایرتیش-باستاو
- ۲۰۰۰: ایرتیش

این باشگاه یکی از اعضای بنیان‌گذار لیگ برتر فوتبال قزاقستان پس از استقلال این کشور در سال ۱۹۹۱ بود و تا سال ۲۰۲۰ هرگز به دسته‌های پایین‌تر سقوط نکرد. در ماه مه ۲۰۲۰، به دلیل مشکلات مالی، باشگاه از لیگ برتر کناره‌گیری کرد. اما در سال ۲۰۲۴، ایرتیش فعالیت خود را در لیگ دسته دوم قزاقستان از سر گرفت و در سال ۲۰۲۵ به لیگ دسته اول صعود کرد.

### ورزشگاه
ورزشگاه مرکزی پاولودار، که در سال ۱۹۴۷ افتتاح شده، میزبان بازی‌های خانگی ایرتیش است. این ورزشگاه چندین بار بازسازی شده و در حال حاضر ظرفیت آن حدود ۱۱٬۸۲۸ نفر است. 

### افتخارات

#### داخلی
- قهرمانی لیگ برتر قزاقستان (۵ بار): ۱۹۹۳ (با نام انسات)، ۱۹۹۷، ۱۹۹۹، ۲۰۰۲، ۲۰۰۳
- قهرمانی جام حذفی قزاقستان (۱ بار): ۱۹۹۸
- قهرمانی جام جمهوری شوروی قزاقستان (۱ بار): ۱۹۸۸

#### بین‌المللی
- نایب‌قهرمانی جام IFA Shield هند: ۱۹۹۳

### حضور در رقابت‌های بین‌المللی
- لیگ قهرمانان آسیا: ایرتیش در فصل ۲۰۰۰–۲۰۰۱ به نیمه‌نهایی این رقابت‌ها رسید.
- لیگ قهرمانان اروپا (یوفا): در فصل ۲۰۰۳–۲۰۰۴، ایرتیش در مرحله مقدماتی این رقابت‌ها حضور داشت.
- لیگ اروپا (یوفا): این باشگاه در فصل‌های مختلفی از جمله ۲۰۰۹–۲۰۱۰، ۲۰۱۱–۲۰۱۲، ۲۰۱۳–۲۰۱۴، ۲۰۱۷–۲۰۱۸ و ۲۰۱۸–۲۰۱۹ در مراحل مقدماتی این رقابت‌ها شرکت کرده است.